# Äquatorialguineisches Spanisch

Lage Äquatorialguineas

Das äquatorialguineische Spanisch ist die Modalität der spanischen Sprache, die im afrikanischen Staat Äquatorialguinea gesprochen wird. Kennzeichen dieser Modalität sind afrikanische Elemente in der Phonologie, Morphologie und im Wortschatz.

## Geschichtlicher Kurzüberblick
Hauptartikel siehe Geschichte Äquatorialguineas

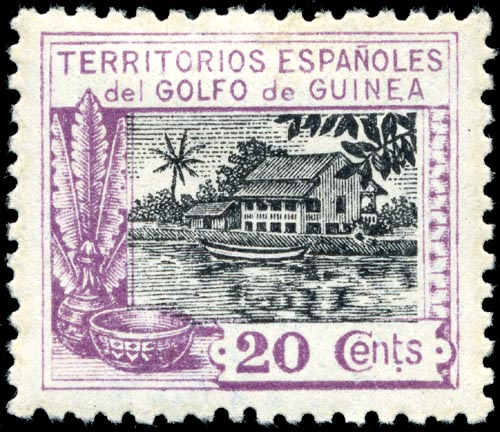
Spanisch-guineische Briefmarke mit spanischsprachigem Aufdruck, 1924

1778 wurde die dem afrikanischen Kontinent vorgelagerte Insel Fernando Poo (heute: Bioko) spanisch, 1843 erreichten die Spanier die Festlandzone Río Muni (heute: Mbini). 1884 erwarben die Spanier die Insel Annobón, 1900 dann auch Río Muni. Die Kolonisierung dieser spanisch-guineischen Gebiete erfolgte aber erst gegen Ende des 19. Jahrhunderts; 1968 wurde Äquatorialguinea unabhängig.
In der Kolonialzeit legten die Missionsschulen besonderen Wert auf die Lehre der spanischen Sprache und diejenigen, die eine solche Ausbildung durchliefen, beherrschten in der Regel die Sprache in Wort und Schrift. Als das Territorium sich selbstverwalten durfte, sorgten politische Entscheidungen für einen Aufschwung indigener Sprachen und die Kenntnis des „korrekten“ Spanisch ging zurück. Seit 1979 ist Spanisch Amtssprache in Äquatorialguinea und seit 1982 bevorzugte Sprache in Bildung, Arbeit und Kultur, dennoch haben seit den 1970ern viele Äquatorialguineer gravierende Rechtschreibprobleme. Heute ist das Spanische die Zweitsprache eines Großteils der Bevölkerung Äquatorialguineas.

Die spanischsprachige Welt

Heute ist Äquatorialguinea der einzige Staat und mit Ausnahme der zu Spanien gehörenden Städte an der afrikanischen Mittelmeerküste (Ceuta und Melilla) die einzige Region Afrikas, in welcher das Spanische (neben dem Portugiesischen und Französischen) offizielle Amtssprache ist. Im Gegensatz zum überwiegenden Teil der Länder Hispanoamerikas wird Spanisch in Äquatorialguinea nicht vom Großteil der Bevölkerung gesprochen. Das Spanische gilt als offizielle Nationalsprache und wird, wie seit 1997 auch das Französische, für interkulturelle Kommunikation verwendet, während die einheimische Bevölkerung mehrheitlich die Bantusprachen Fang und Bube sprechen. Dennoch kommen heute vor allem nigerianische, kamerunische, gabunische und südafrikanische Studenten nach Äquatorialguinea, um dort ihre Sprachkenntnisse zu vertiefen.

## Phonologische Besonderheiten
Im äquatorialguineischen Spanisch wird im Gegensatz zum „Standard-Spanischen“ phonetisch nicht zwischen den R-Lauten /r/ und /ɾ/ unterschieden, wodurch Minimalpaare wie carro (‚Auto‘) und caro (‚teuer‘) homophon werden. /b/, /d/ und /g/ werden stets okklusiv und nicht als Approximanten ausgesprochen, die Phoneme /p/, /k/ und /t/ können sonorisiert werden.
Wie in weiten Teilen Hispanoamerikas existieren die Phänomene Yeísmo und Seseo, also eine Nicht-Unterscheidung von /ll/ (standardspanisch: [ʎ]) und /y/ ([j]) bzw. von /z/ (standardspanisch: [⁠θ⁠]) und /s/ ([⁠s⁠]). Das [⁠ʎ⁠] wird nur schwach ausgesprochen oder gänzlich ausgelassen. Das /j/ variiert zwischen velarer und aspirierter Aussprache, das /f/ wird bilabial [⁠φ⁠] oder [⁠θ⁠] ausgesprochen.
Unter den Bubi wird das /r/ wie im Französischen guttural als [ʀ] ausgesprochen. Bei den Ndowe, die als Muttersprache Ngumbi sprechen, kommt es häufig zur Verwechslung des [g] und [x] (beispielsweise gujar statt jugar).

## Morphosyntaktische Eigenheiten
In Äquatorialguinea wird öfter als im Rest der spanischsprachigen Welt das Femininum verwendet und häufig der Artikel ausgelassen. Die Verwendung des tú („du“) und Usted („Sie“, Ez.) sowie des Indicativo und Subjuntivo unterliegt nicht denselben Regeln wie in Spanien. Allerdings wird wie in Spanien das vosotros („ihr“) und nicht an dessen Stelle wie in Lateinamerika die Höflichkeitsform Ustedes („Sie“, Mz.) generell verwendet.

## Spanischsprachige Literatur aus Äquatorialguinea
Bekannteste spanischsprachige Schriftsteller aus Äquatorialguinea sind Juan Tomás Ávila Laurel, Antimo Esono, María Nsué Angüe, Juan Balboa Boneke, Donato Ndongo-Bidyogo, Raquel Ilonbé, Constantino Ocha'a Mve Bengobesama und Leoncio Evita Enoy.
Der Ursprung literarischen Schaffens in Äquatorialguinea liegt in der 1903 erstmals erschienenen Missionszeitschrift La Guinea Española, der erste Roman aus diesem Land ist Cuando los combes luchaban (Novela de costumbres de la Guinea Española) („Als die Combé kämpften (Roman über Bräuche von Äquatorialguinea)“, 1953, Leoncio Evita Enoy). 1962 folgte Daniel Jones Mathamas Una lanza por el Boabí. Seit den 1980ern ist ein Wiederauferstehen der spanischsprachigen Literatur aus Äquatorialguinea erkennbar. Dennoch finden sich in den meisten Anthologien zur spanischsprachigen Literatur und zu Afrikas Literatur in europäischen Sprachen keine Hinweise auf spanischsprachige äquatorialguineische Werke.